# Parabezzia atchleyi
Parabezzia atchleyi är en tvåvingeart som beskrevs av Eileen D. Grogan och Wirth 1977. Parabezzia atchleyi ingår i släktet Parabezzia och familjen svidknott.
Artens utbredningsområde är Texas. Inga underarter finns listade i Catalogue of Life.